# Cañón del río Dolores
El Cañón del Río Dolores (en inglés: Dolores River Canyon) está situada en el suroeste del estado de Colorado, al oeste de los Estados Unidos, y justo en la parte occidental de la ciudad de Naturita y al norte de la ciudad de Dove Creek. El Cañón del Río Dolores es un accidente geográfico espectacular compuesto por arenisca roja. Todo el cañón se encuentra en las tierras administradas por la Oficina de Administración de Tierras y se le ha propuesto para su designación como área protegida bajo las disposiciones de la Ley de Áreas Silvestres de 1964 (1964 Wilderness Act).